# Rimma Karelskaja
Rimma Karelskaja, född 16 april 1927 i Kaluga, Ryska SFSR, Sovjetunionen, död 25 september 2014, var en rysk ballerina och balettlärare.
Karelskaja avlade balettexamen 1946 och anslöt sig till Bolsjojbaletten, där hon fick ytterligare skolning av Marina Semjonova.
Under sin aktiva karriär som ballerina dansade Karelskaja bland annat Odette/Odile i Svansjön, titelrollen i Raymonda, Myrtha i Giselle och Zarema i Springbrunnen i Bachtjisaraj.